# دهستان عبدلیه شرقی
دهستان عبدلیه شرقی نام دهستانی در بخش مرکزی شهرستان رامشیر، استان خوزستان در ایران است. براساس سرشماری مرکز آمار ایران در سال ۱۳۸۵، جمعیت آن ۴۲۰۵ نفر (۷۳۴ خانوار) بوده‌است.